# Liste der Stolpersteine in Sangerhausen
Die Liste der Stolpersteine in Sangerhausen enthält alle Stolpersteine, die im Rahmen des gleichnamigen Kunst-Projekts von Gunter Demnig in Sangerhausen verlegt wurden. Mit ihnen soll Opfern des Nationalsozialismus gedacht werden, die in Sangerhausen lebten und wirkten. Zwischen 2012 und 2015 wurden insgesamt 17 Steine an zwölf Adressen verlegt.

## Verlegungen
- 5. November 2012: fünf Steine an zwei Adressen
- 8. November 2013: vier Steine an drei Adressen
- 10. Oktober 2014: drei Steine an drei Adressen
- 2. Oktober 2015: fünf Steine an vier Adressen

## Liste der Stolpersteine
| Adresse                        | Datum der Verlegung | Person | Inschrift | Bild | Bild des Hauses |
| ------------------------------ | ------------------- | --- | --- | ---- | --------------- |
| Alte Magdeburger Straße 2 ·    | 10. Okt. 2014       | Franz Heymann (1875–1945) Franz Heymann war Mitglied der SPD und Mitbegründer des Sangerhäuser Konsumvereins, der nach 1933 zwangsaufgelöst wurde. 1944 wurde Heymann verhaftet und ins KZ Sachsenhausen deportiert. Im Januar 1945 wurde er ins KZ Buchenwald verlegt. Auf dem Transport erkrankte er und starb in Buchenwald im März 1945. | Hier wohnte FRANZ HEYMANN Jg. 1875 im Widerstand/SPD verhaftet 1944 ‘Aktion Gitter’ Sachsenhausen tot 1945 Transport Buchenwald                                   |      |                 |
| Alter Markt 14 ·               | 8. Nov. 2013        | Edith Große (1926–1940) Edith Große war seit 1936 Patientin in der Heilanstalt Uchtspringe. Am 28. August 1940 wurde sie in die Tötungsanstalt Brandenburg verlegt, wo sie im Rahmen der Aktion T4 noch am selben Tag ermordet wurde. | Hier wohnte EDITH GROSSE Jg. 1926 eingewiesen 21.1.1936 Heilanstalt Uchtspringe ‘verlegt’ 28.8.1940 Landes-Pflegeanstalt Brandenburg ermordet 28.8.1940 Aktion T4 |      |                 |
| Bahnhofstraße/Marienanlage ·   | 10. Okt. 2014       | Paul Beck (1900–1940) Paul Beck stammte aus Kindelbrück und war gelernter Modellschlosser. Im Ersten Weltkrieg zog er sich eine Verwundung zu, durch die sein Unterkörper jahrelang gelähmt blieb. 1928 wurde er Mitglied der KPD und arbeitete in Sangerhausen für eine Zeitung der Partei. 1933 wurde er verhaften und im KZ Lichtenburg interniert. Nach seiner Freilassung nahm er seine Tätigkeit bei der Zeitung zunächst wieder auf, wurde aber verraten und erneut verhaftet. Er wurde am 20. Mai 1935 zur Verbüßung einer fünfjährigen Haftstrafe im Zuchthaus Kassel-Wehlheiden interniert und dort am 26. Februar 1940 ermordet. | Huettenstrasse 97 wohnte PAUL BECK Jg. 1900 im Widerstand/KPD ‘Schutzhaft’ 1933 Lichtenburg denunziert verhaftet 1935 Zuchthaus Wehlheiden ermordet 26.2.1940     |      |                 |
| Bahnhofstraße 21 ·             | 10. Okt. 2014       | Walter Telemann (1906–1944) Der Sozialist Walter Telemann wurde 1940 zum Kriegsdienst eingezogen und diente als Panzergrenadier an der Ostfront. Im Mai 1943 wurde er schwer verwundet. 1944 wurde sein Regiment zerschlagen und zog sich nach Ostpreußen zurück. Telemann entschied sich zu dieser Zeit, keinen weiteren Kriegsdienst zu leisten und setzte sich von seinem Regiment ab. Am 4. August wurde er bei Sparken gestellt und standrechtlich erschossen. | Hier wohnte WALTER TELEMANN Jg. 1906 desertiert 1944 verhaftet 3.8.1944 standrechtlich erschossen 4.8.1944 Sparken Johannesburger Heide                           |      |                 |
| Göpenstraße 10 ·               | 5. Nov. 2012        | Adele Hampel geb. Gosler (Gosslar) (1874–1942) Adele Hampel stammte aus Wippra. Im benachbarten Sangerhausen betrieb sie mit ihrem Mann Paul ein Spielwarengeschäft. Am 19. September 1942 wurde sie über Halle (Saale) ins Ghetto Theresienstadt deportiert, wo sie am 22. November 1942 starb. | Hier wohnte ADELE HAMPEL geb. Gossler Jg. 1874 deportiert 1942 Theresienstadt tot 22.11.1942                                                                      |      |                 |
| Göpenstraße 13 ·               | 8. Nov. 2013        | Ernst Ludwig Ikenberg (1901–1944) Ernst Ikenberg wurde als jüngerer von zwei Söhnen in Sangerhausen als Sohn des Kaufmanns Bendix Ikenberg und dessen Frau Sophie geboren. Seine Eltern mussten Anfang der 1930er Jahre ihr Geschäft aufgeben und zogen nach Bad Frankenhausen. Ernst Ikenberg begleitete sie. Am 20. September 1942 wurde er über Leipzig ins Ghetto Theresienstadt deportiert und von dort am 18. Mai 1944 weiter ins KZ Auschwitz, wo er noch im selben Jahr ermordet wurde. Seinem älteren Bruder Paul gelang die Emigration nach Palästina. | Hier wohnte ERNST IKENBERG Jg. 1901 deportiert 1942 Theresienstadt ermordet 1944 Auschwitz                                                                        |      |                 |
| Göpenstraße 21 ·               | 8. Nov. 2013        | Henrietta Loewe geb. Cohn (um 1870?–nach 1945?) Henrietta Loewe geb. Cohn entstammte einer Kaufmannsfamilie aus Sangerhausen. Sie und ihr Mann Moritz hatten zwei Söhne und drei Töchter. Der Judenboykott nach der Machtergreifung der Nationalsozialisten führte bereits 1933 dazu, dass die Familie ihr Geschäft sowie zahlreiche private Besitztümer unter Wert verkaufen und ihr Haus verlassen musste. Die Loewes kamen zunächst in den Kellerräumen einer Brauerei unter. Im Dezember 1933 emigrierte die gesamte Familie nach Palästina. | Hier wohnte HENRIETTA LOEWE geb. Cohn Jg. 1870 gedemütigt/drangsaliert 'Judenboykott’ 1933 Flucht 1933 Palästina überlebt                                         |      |                 |
| Göpenstraße 21 ·               | 8. Nov. 2013        | Moritz Loewe (1867–1945) Moritz Loewe wurde in Klein Wanzleben geboren. Einer seiner Brüder war Heinrich Loewe. Moritz Loewe übernahm das Geschäft seines verstorbenen Schwiegervaters und gelangte zu beträchtlichem Wohlstand. Der Judenboykott nach der Machtergreifung der Nationalsozialisten führte bereits 1933 dazu, dass die Familie ihr Geschäft sowie zahlreiche private Besitztümer unter Wert verkaufen und ihr Haus verlassen musste. Die Loewes kamen zunächst in den Kellerräumen einer Brauerei unter. Im Dezember 1933 emigrierte die gesamte Familie nach Palästina. Dort starb Moritz Loewe 1945, seine Frau hat ihn wohl überlebt. | Hier wohnte MORITZ LOEWE Jg. 1867 gedemütigt/drangsaliert 'Judenboykott’ 1933 Flucht 1933 Palästina überlebt                                                      |      |                 |
| Hüttenstraße 26 ·              | 5. Nov. 2012        | Eva Miriam Bernstein (1938–1942) Eva Bernstein kam in Berlin als Tochter von Jutta Bernstein zur Welt. Sie und ihre Mutter kehrten 1939 zu deren Eltern nach Sangerhausen zurück. Die Familie musste später nach Halle (Saale) in ein „Judenhaus“ umziehen. Am 1. Juni 1942 wurden alle vier ins Vernichtungslager Sobibor deportiert, wo sie gleich nach ihrer Ankunft zwei Tage später ermordet wurden. | Hier wohnte EVA MIRIAM BERNSTEIN Jg. 1938 deportiert 1942 Sobibor ermordet 3.6.1942                                                                               |      |                 |
| Hüttenstraße 26 ·              | 5. Nov. 2012        | Jutta Bernstein geb. Fleischmann (1911–1942) Jutta Bernstein geb. Fleischmann kam 1911 als Tochter von Otto und Rosa Fleischmann zur Welt. Sie lebte zeitweilig mit ihrem Mann in Berlin, wo 1938 ihre Tochter Eva geboren wurde. Jutta Bernsteins Ehemann gelang 1939 mithilfe der Reichsvereinigung der Juden in Deutschland die Emigration nach England. Jutta Bernstein kehrte daraufhin mit ihrer Tochter zu den Eltern zurück. Die Familie musste später nach Halle (Saale) in ein „Judenhaus“ umziehen. Am 1. Juni 1942 wurden alle vier ins Vernichtungslager Sobibor deportiert, wo sie gleich nach ihrer Ankunft zwei Tage später ermordet wurden. | Hier wohnte JUTTA BERNSTEIN geb. Fleischmann Jg. 1911 deportiert 1942 Sobibor ermordet 3.6.1942                                                                   |      |                 |
| Hüttenstraße 26 ·              | 5. Nov. 2012        | Otto Fleischmann (1879–1942) Otto Fleischmann stammte aus Prichsenstadt und betrieb in Sangerhausen eine Vieh- und Pferdehandlung. Er und seine Familie mussten später nach Halle (Saale) in ein „Judenhaus“ umziehen. Am 1. Juni 1942 wurden alle vier ins Vernichtungslager Sobibor deportiert, wo sie gleich nach ihrer Ankunft zwei Tage später ermordet wurden. | Hier wohnte OTTO FLEISCHMANN Jg. 1879 deportiert 1942 Sobibor ermordet 3.6.1942                                                                                   |      |                 |
| Hüttenstraße 26 ·              | 5. Nov. 2012        | Rosa Fleischmann geb. Friedmann (1878–1942) Rosa Fleischmann geb. Friedmann stammte aus Köditz. Sie und ihre Familie mussten später nach Halle (Saale) in ein „Judenhaus“ umziehen. Am 1. Juni 1942 wurden alle vier ins Vernichtungslager Sobibor deportiert, wo sie gleich nach ihrer Ankunft zwei Tage später ermordet wurden. | Hier wohnte ROSA FLEISCHMANN geb. Friedmann Jg. 1878 deportiert 1942 Sobibor ermordet 3.6.1942                                                                    |      |                 |
| Kylische Straße 9 ·            | 2. Okt. 2015        | Erhard Meyerstein (1898–1982) Erhard Meyerstein war der Sohn von Matthias und Therese Meyerstein. Von Frankfurt am Main aus wurde er am 18. Februar 1945 ins KZ Theresienstadt deportiert. Nach dessen Befreiung kehrte er nach Sangerhausen zurück, wo er bis zu seinem Tod am 14. Dezember 1982 lebte. | Hier wohnte ERHARD MEYERSTEIN Jg. 1898 deportiert 1944 Theresienstadt befreit                                                                                     |      |                 |
| Kylische Straße 9 ·            | 2. Okt. 2015        | Therese Meyerstein geb. Flatow (1874–1946) Therese geb. Flatow war mit Matthias Meyerstein verheiratet und hatte mit ihm einen Sohn namens Erhard. Nach dem Tod ihres Mannes wurde Therese Meyerstein am 20. September 1942 ins KZ Theresienstadt deportiert. Sie überlebte ihre Haft und kehrte nach der Befreiung Theresienstadts nach Sangerhausen zurück, wo sie 1946 starb. | Hier wohnte THERESE MEYERSTEIN geb. Flatow Jg. 1874 deportiert 1942 Theresienstadt befreit                                                                        |      |                 |
| Kylische Straße 31 ·           | 2. Okt. 2015        | Alban Heß (1891–1970) Alban Heß war ein christlicher Buchhändler und entschiedener Gegner des Nationalsozialismus. Er war Mitglied der Bekennenden Kirche und weigerte sich, in seiner Buchhandlung Mein Kampf zu verkaufen. Wegen seiner regimekritischen Aktivitäten wurde er ab 1941 mehrfach verhaftet und 1944 im KZ Buchenwald interniert. Im April 1945 wurde er befreit. Alban Heß starb 1970. In Sangerhausen ist eine Straße nach ihm benannt. | Hier wohnte ALBAN HESS Jg. 1891 im christlichen Widerstand seit 1941 mehrmals verhaftet 1944 Buchenwald befreit                                                   |      |                 |
| Rudolf-Breitscheid-Straße 11 · | 2. Okt. 2015        | Sofie Luise Gorek geb. Schneider (1877–1944) Sofie Luise Gorek war mit dem Konditormeister Johannes Gorek verheiratet. Da er kein Jude war, war sie vor Repressionen zunächst einigermaßen geschützt. Als ihr Mann aber am 11. Mai 1942 starb, wurde Sofie Luise Gorek zunächst nach Leipzig und am 13. Januar 1944 ins KZ Theresienstadt deportiert. Dort starb sie bereits am 16. Januar 1944. Ob sie ermordet wurde, oder an den Folgen der Deportation starb ist ungeklärt. | Hier wohnte SOFIE LUISE GOREK Jg. 1877 deportiert 1942 Theresienstadt tot 16.1.1944                                                                               |      |                 |
| Schulgasse 4 ·                 | 2. Okt. 2015        | Klara Merkelt (1901–1944) Klara Merkelt war mit Paul Merkelt, dem Sohn eines Tischlermeisters, verheiratet und zog mit ihm nach Hamburg. Nach der Machtergreifung der Nationalsozialisten war sie wegen ihrer jüdischen Herkunft Anfeindungen ausgesetzt, wurde aber von ihrem Mann versteckt. Das Ehepaar adoptierte ein jüdisches Waisenkind namens Auguste. Im Juli 1943 wurde ihre Wohnung ausgebombt und sie zogen in eine Notunterkunft. Dort wurde ihnen ihre Tochter weggenommen und sie mussten nach Sangerhausen fliehen, um einer Verhaftung zu entkommen. Sie kamen bei Paul Merkelts Eltern unter. Da aber auch in Sangerhausen Klara Merkelts jüdische Abstammung bekannt wurde, wurde ihr während einer Abwesenheit ihres Mannes 1944 eine Ausweisung innerhalb von 24 Stunden angedroht, woraufhin sie sich das Leben nahm. | Schulgasse 4 wohnte KLARA MERKELT Jg. 1901 verzogen Hamburg ausgebombt 1943 versteckt gelebt denunziert Flucht in den Tod 10.1.1944                               |      |                 |